# Будистичка космологија
Будистичка космологија је опис настанка и развоја света према канонским будистичким списима и коментарима.
Будистичка космологија говори о три главна света (три врсте егзистенције) у којима се бића препорађају. Најниже је чулно бивање (kāma-bhava), у коме обитава пет врста бића. Најнижа бораве у свету највећих патњи (привременом паклу). Следе светови гладних духова, животиња, људи и на крају небески свет. У њима је главна покретачка сила жеђ. Изнад овога је бивање облика (rupa-bhava), које садржи петнаест нивоа у којима нема грубих чулних искустава, али постоје твар и чулне дражи, слике и звук, без мириса, укуса и додира. Бића су лепа и блистава. Изнад овога је бивање без облика (arupa-bhava). Састоји се од четири подручја: бескрајног простора, бескрајне свести, ништавила, ни опажања ни неопажања.
У којем од светова ће се бића препородити зависи од њихових дела (карме).

## Позадина
Нису се све будистичке школе бавиле космологијом. Нпр. мадхјамика, са својим схватањем о непостојању спољашњег света, је гајила мало занимања за космолошке теорије. Три школе будизма у којима је присутно занимање за космологију су: теравада, сарвастивада и јогачара.
Њихова космолошка учења су доста слична, и у много чему представљају одраз браманске космологије древне Индије. У њој постоји бесконачан број светова, при чему космографија сваког од тих светова у основи наликује овом, појавном свету, а за средишњу тачку поставља огромну планину Меру, са чије четири стране се простиру четири подручја, а сваким од њих влада по један Велики Краљ, или чувар. Јужно подручје или континент звао се Ђамбудвипа, и древни Индијци су веровали даје то управо онај континент који они насељавају. Пошто је постојало неограничено мноштво светова са сличним устројством, развила се и схема њиховог разврставања.

## Светови
У будистичкој космологији читав свемир је подељен у три сфере, или света:
- Кама-дхату (санскрит) или кама-лока (пали) - чулни свет
- Рупа-дхату (санскрит) или рупа-лока (пали) - свет чистог облика или фине материје
- Арупја-дхату (санскрит) или арупа-лока (пали) - свет безобличности.

### Подручје чула (Kāmadhātu)
Најнижа од три сфере је Кама-дхату (или Кама-лока), чулни свет. Он се протеже са најниже тачке, од непрегледног броја паклова навише, кроз равни духова, животиња и људи, све до равни нижих „божанстава“, дева, која обитавају на највишој тачки чулног света. Читав овај свет насељен је бићима која имају по шест чула: чуло вида, слуха, укуса, мириса, додира и менталних утисака.
У различитим пакловима бораве бића која испаштају пороке из прошлости у различитој мери. Једни паклови су мрачни, други хладни, трећи врели; сваки од њих има осам ступњева у поретку вредновања од лошег ка најгорем (тако у најврелијем паклу, бол никада не престаје).
Површина земље представља раван животиња и људи. Асуре делом припадају површини земље, а делом вишим подручјима. Деве настањују највишу раван чулног света, небеса изнад врхова планине Меру. Постоји Небо тридесеттри бога (Трајастримса), Јамино Небо, где се никада не смркава, Туситино Небо, на коме обитава Метеја, будући буда и два највиша неба, где чак и сама жеља или помисао могу да створе нову карму. На највишем небу пребива Мара, Зли, који тако заузима највиши положај у читавом чулном свету. Значајна одлика небеса на којима обитавају деве је да на њима нема жена; поновно рођење се овде остварује у мушком обличју.

### Подручје облика (Rūpadhātu)
Други свет, Рупа-дхату (или Рупа-лока) се одликује одсуством трију чула: чула укуса, мириса и додира; овде постоје само вид, слух и ментални утисци. Становници овога света и даље поседују обличје, или форму (рупа), која је на овом нивоу још увек неизбежна у њиховом постојању.
Свет Рупа је подељен на бројна небеса: према Васубандхуовој абхидхама-коси има их седамнаест, теравада их броји шеснаест, док јогачара заговара постојање осамнаест оваквих небеса. Са овим небесима су повезани различити ступњеви ђхане (дхјана), или контемплације: упражњавање прве ђхане омогућује приступ у прва три Рупа небеса (која се понекад називају Брахма-лока или Брахмин свет), упражњавање друге ђхане у друга три, треће ђхане у наредна три, а последње ђхане у последњих осам небеса.

### Подручје без облика (Ārūpyadhātu)
Изнад Рупа света налази се трећа сфера свемира, Арупја-дхату (или Арупа-лока). У овом „безобличном“ или „нематеријалном“ свету, вид и звук су одсутни - постоје само ментални утисци, или, речником јогачаре, само-свест. Све школе су сагласне да у безобличном свету постоје четири небеса: небеса безграничног простора, бескрајне свесности, ништавила или непостојања и ни свесности ни несвесности. На ова небеса пристижу бића чије поновно рођење услеђује за медитацијом на једну од четири неограничене или Брахма-вихаре.